# Maks Levin
Maks Ievhènovitx Levin (ucraïnès: Максим Євгенович Левін; Boiarka, óblast de Kíiv, 7 de juliol de 1981 – Huta-Mejihirska 13 de març de 2022) va ser un fotògraf ucraïnès. Va ser assassinat per soldats russos mentre cobria la invasió russa d'Ucraïna.

## Biografia
Levin va començar a treballar com a fotoperiodista el 2006. Va ser fotògraf personal de LB.ua. i per a Reuters. Algunes de les exposicions que va fer van ser "Maydan: factor humà", "Ucraïna 24. Guerra i pau" a Los Angeles, "Zona de conflicte: Ucraïna" a Chicago, "Donbas War and Peace" al Parlament Europeu a Brussel·les, "Donbas: Guerra i pau" a Praga i una exposició fotogràfica sobre la batalla d'Ilovaisk a Kíev.
Va estar present en diverses batalles de la guerra russo-ucraïnesa, i va ser encerclat per les forces russes durant la batalla d'Ilovaisk.
Levin va desaparèixer el 13 de març de 2022 i va ser trobat mort a prop del poble de Huta-Mejihirska a l'oblast de Kíiv l'1 d'abril de 2022. Segons l'Oficina del Fiscal General d'Ucraïna, militars russos li van disparar dues vegades mentre estava desarmat i duia una jaqueta de premsa. Quan va morir tenia dona i quatre fills.

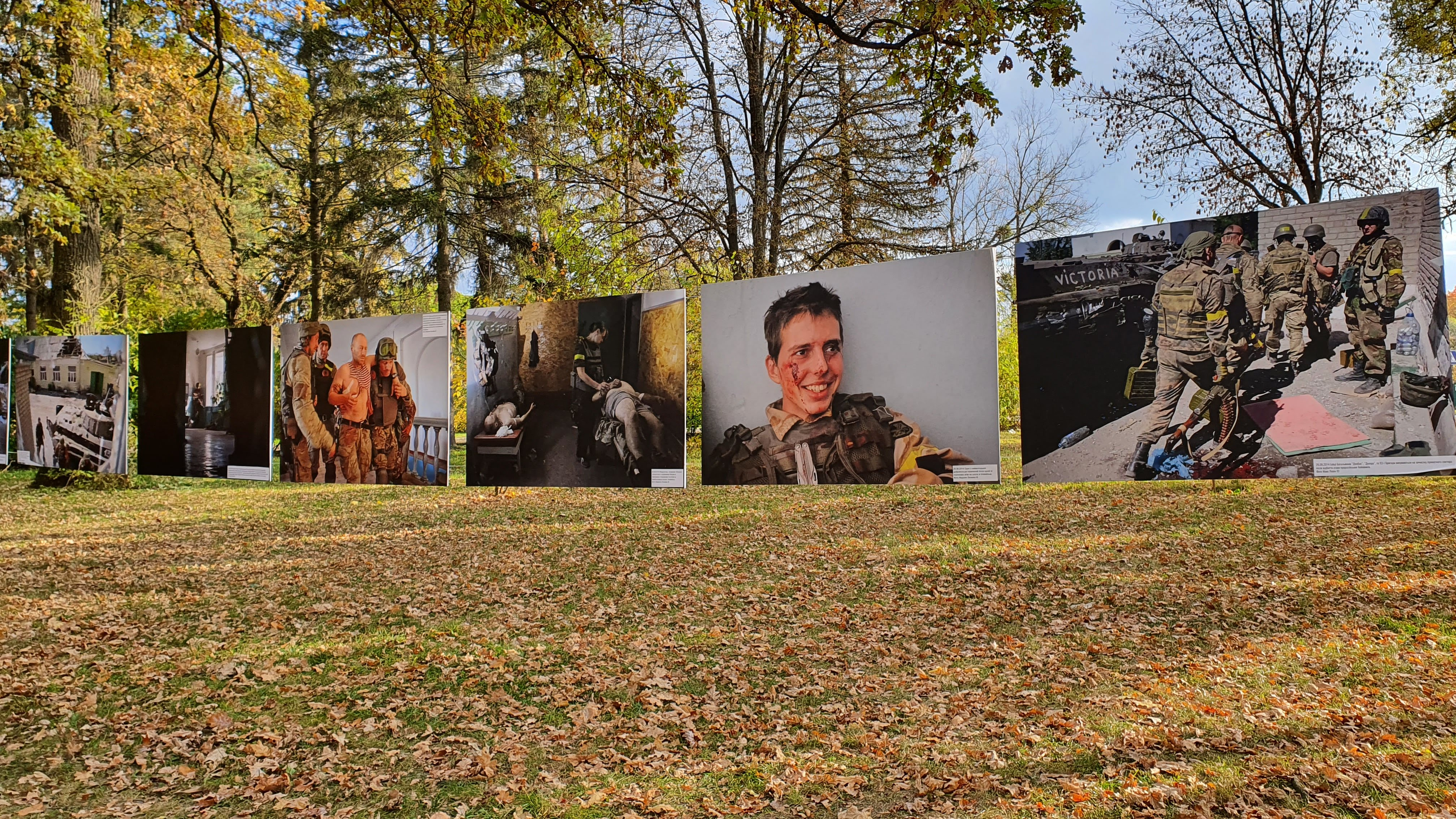
Fotografies de Levin a Boiarka com a part del projecte "Després d'Ilovaisk"